# Gruiformes
Gruiformes este un ordin de păsări care cuprinde cocori și cârstei. Grupul a fost denumit după numele latin al cocorului grus și, prin urmare, numele ordinului înseamnă „în formă de cocor”. Dimensiunea păsărilor este foarte variată fiind între ele păsări de talie mică, mijlocie și talie mare, păsări alergătoare sau bune înotătoare.

## Taxonomie
Taxonomia ordinului Gruiformes este controversată. Mai mulți taxoni au fost respinși de Sibley & Ahlquist.  Dovezile moleculare disponibile sugerează că Otididae, Eurypygidae, Rhynochetidae, Cariamidae, Mesitornithidae și Turnicidae nu aparțin în mod corespunzător ordinului Gruiformes.
Potrivit lui Clements, ordinul Gruiformes include zece familii. În plus, mai multe familii fosile au fost considerate, cu mai multă sau mai puțină certitudine, gruiforme.
- Subordinul Ralli
  - Familia Rallidae
  - Familia Heliornithidae
- Subordinul Grui
  - Familia Gruidae
  - Familia Aramidae
  - Familia Psophiidae
- Familii incertae sedis
  - Familia Otididae
  - Familia Eurypygidae
  - Familia Rhynochetidae
  - Familia Mesitornithidae
  - Familia Cariamidae
  - Familia Aptornithidae †
  - Familia Phorusrhacidae? †
  - Familia Gastornithidae? †
  - Familia Messelornithidae †
  - Familia Songziidae †